# Fly and the Tox
Fly and the Tox est groupe de rock et rhythm and blues français, originaire de Toulouse, en Haute-Garonne.

## Biographie

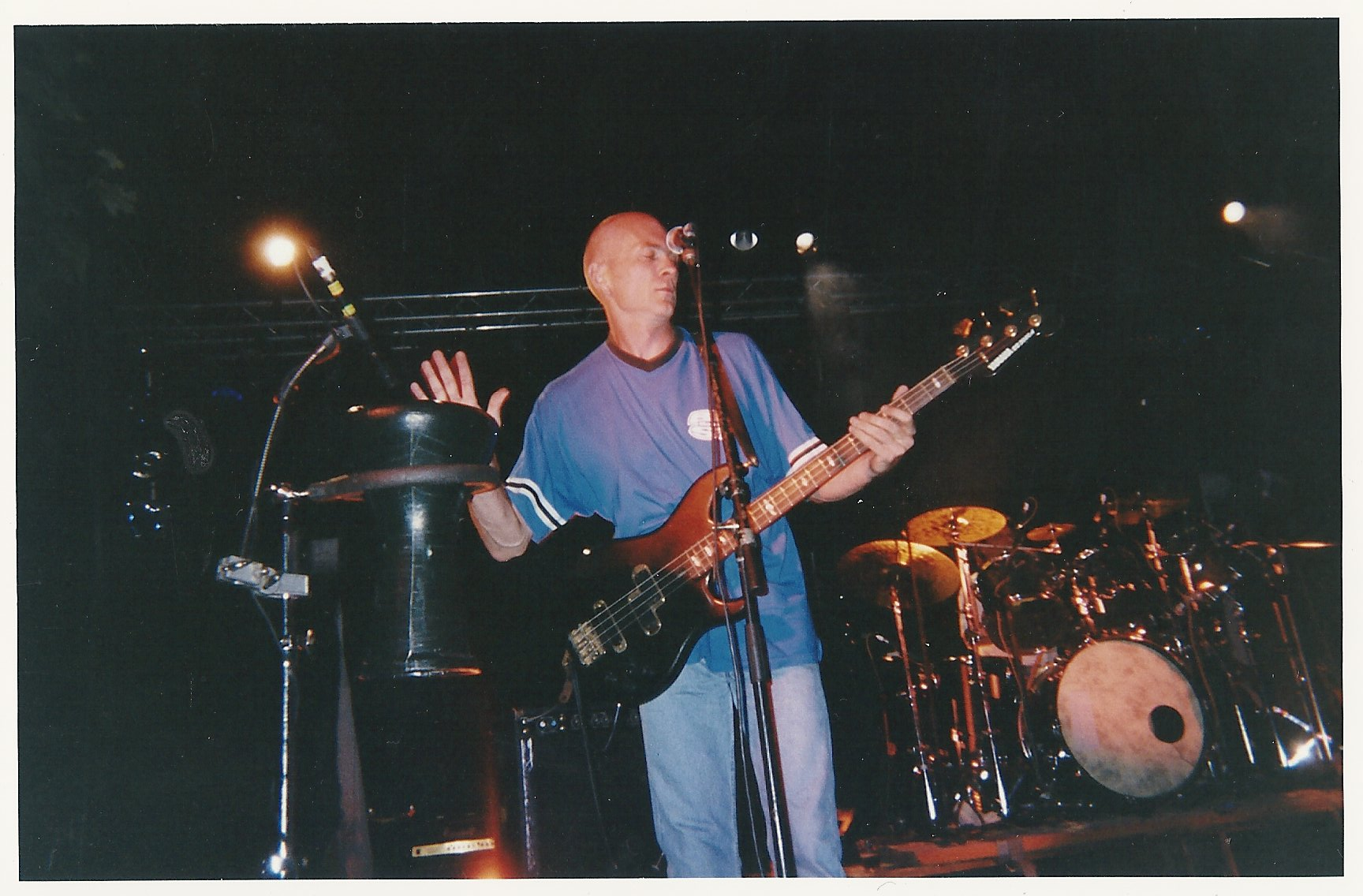
Marc Dechaumont (été 1998).

Le groupe est formé en 1987 par Nicolas Cassagneau, leader du groupe, avec Marc Dechaumont (chant, basse) et Michel Lorenzo (batterie, percussion). Le groupe publie une première cassette audio, intitulé Magic Shoes, deux ans après leur formation, en 1989. Le premier album studio, l'éponyme Fly and the Tox, est publié en 1991.
Le groupe était réputé pour la chaleur et l'énergie qu'il dégageait à chacun des nombreux concerts qu'il a donné à travers la France et l'Europe dans les années 1990. En parallèle, ils participent aux projets musicaux 100 % collègues et Motivées. leur album live, Live... dans le sud est enregistré en septembre 1997 : les 12 et 13 septembre au Mimi La Sardine de Montpellier, et les 24 et 25 septembre au Erich Coffee de Toulouse.
Après leur séparation en 1998, les membres du groupe continuent leur carrière musicale en solo ou dans différentes formations. Nicolas Cassagneau décède le vendredi 29 décembre 2017 des suites d'un cancer. Ses obsèques ont eu lieu à Toulouse le 2 janvier 2018.

## Membres
- Nicolas Cassagneau — chant, guitare (décédé en 2017)
- Marc Dechaumont — chant, basse
- Michel Lorenzo — Batterie, percussions